# رشتی‌دوزی

نمایی از سجاده رشتی‌دوزی شده، مرتبط با قرن نوزدهم میلادی

رشتی دوزی یکی از رودوزی‌های سنتی ایران و از صنایع دستی شهر رشت، استان گیلان است که در فهرست آثار ملی ایران - میراث فرهنگی ناملموس (معنوی) به ثبت رسیده‌است. در دهه ۸۰ شمسی یونسکو نام این رشته را که قبلاً قلابدوزی رشتی بوده به نام دیرین و بومی رشتی‌دوزی تغییر داده‌است.
رشتی دوزی نوعی از رودوزی‌های سنتی ایرانی است که طی آن زمینه پارچه به وسیله نخ‌های ابریشمین رنگین به گونه‌ای بسیار زیبا و چشم‌نواز تزئین می‌شود. مرکز عمده رشتی دوزی شهر رشت است که به سبب شهرتی که در رشت داشته رشتی دوزی نامیده می‌شود. رشتی دوزی به سه روش ساده، برجسته و معرق دوخته می‌شود کاربرد این هنر از دیر باز تاکنون شامل پرده، فرش، پوشش زین، سجاده، روکش مقابر بزرگان، کلاه، لباس، رومیزی و روتختی است.

## تاریخچه
تاریخچه دقیقی از رشتی‌دوزی در دسترس نیست. داده‌های باستان‌شناسی حاکی از سابقه تاریخی رشتی‌دوزی در منطقه گیلان است و در کشف‌های باستان‌شناسی در لولمان گیلان قطعاتی از ملیله دوزی و قلاب دوزی بدست آمده که پژوهشگران آن را متعلق به دوره هخامنشیان می‌دانند. قدیمی‌ترین نمون ه‌های رشتی‌دوزی جدا از مجموعه‌های خصوصی، در موزه آستان قدس رضوی و موزه هنرهای تزئینی ایران نگهداری می‌شود. رشت در گذشته یکی از عمده تولید و صادرات بهترین نوع ابریشم، ماده اولیه این هنر بوده هست.

## ابزار کار
ابزار کار قلاب دوزی میله‌ای فلزی و باریک به طول ۷ سانتی‌متر و قلابی تیز در انتها است که انحنای قلابهای عادی را ندارد و در عوض یک بریدگی در فاصله پنج میلیمتری نوک قلاب وجود دارد. ابزار دیگر کار قلابدوزی جریده‌است که از دو قطه چوب به طول‌های ۱متر و ۱۰ سانتی‌متر تشکیل شده که گیره مانند است. عموماً برای سطح کار قلاب دوزی رشتی از پارچه ماهوت استفاده می‌شود که در رنگهای متنوع است.

## کاربردها
رشتی دوزی در حال حاضر برای تزئین سجاده، جا قرآنی، لبه پرده، زیرلیوانی، رویه میز، رویه کوسن، رویه دمپایی زنانه، کفش زنانه، بقچه سوزنی و... مورد استفاده قرار می‌گیرد. هم اکنون حدود۲۱۲ هنرمند رشتی دوز در سطح استان گیلان فعالیت می‌کنند.

## طرح و نقش
نقوش مورد استفاده در رشتی دوزی عبارتند از بازوبندی، بند رومی، بته جفه ترمه‌ای، گل بادامی، بته جقه‌ای شاخ گوزنی، بته جقه قهر و آشتی، گل و بوته، گل و مرغ و...